# The Very Thought of You (chanson)
Pour les articles homonymes, voir The Very Thought of You.
Clip vidéo
[vidéo] « Al Bowlly et piano stride de Monia Litter - The Very Thought of You - British Pathé News », sur YouTube
The Very Thought of You (La seule pensée de toi, en anglais) est une chanson d'amour standard de jazz du Great American Songbook, de l'auteur-compositeur chef d'orchestre britannique Ray Noble. Elle est enregistrée pour la première fois en 78 tours en 1934, chez Victor Talking Machine Company (La voix de son maître, 24657) par le célèbre crooner de jazz britannique de l’époque Al Bowlly, accompagné au piano stride par Monia Litter, puis par l'orchestre big band jazz de Ray Noble,. Elle fait partie des standards des crooners entre autres de Nat King Cole (1958) ou Frank Sinatra (1962)...

## Historique
Ce tube britannique, diffusé avec succès sur toutes les radios et juke-box américains de l'époque, ainsi qu'au cinéma avec British Pathé News (en), reste entre autres n°1 des charts américains pendant cinq semaines à sa sortie en 1934. 

Al Bowlly, et Ray Noble et son orchestre big band jazz chez RCA à New York en 1935
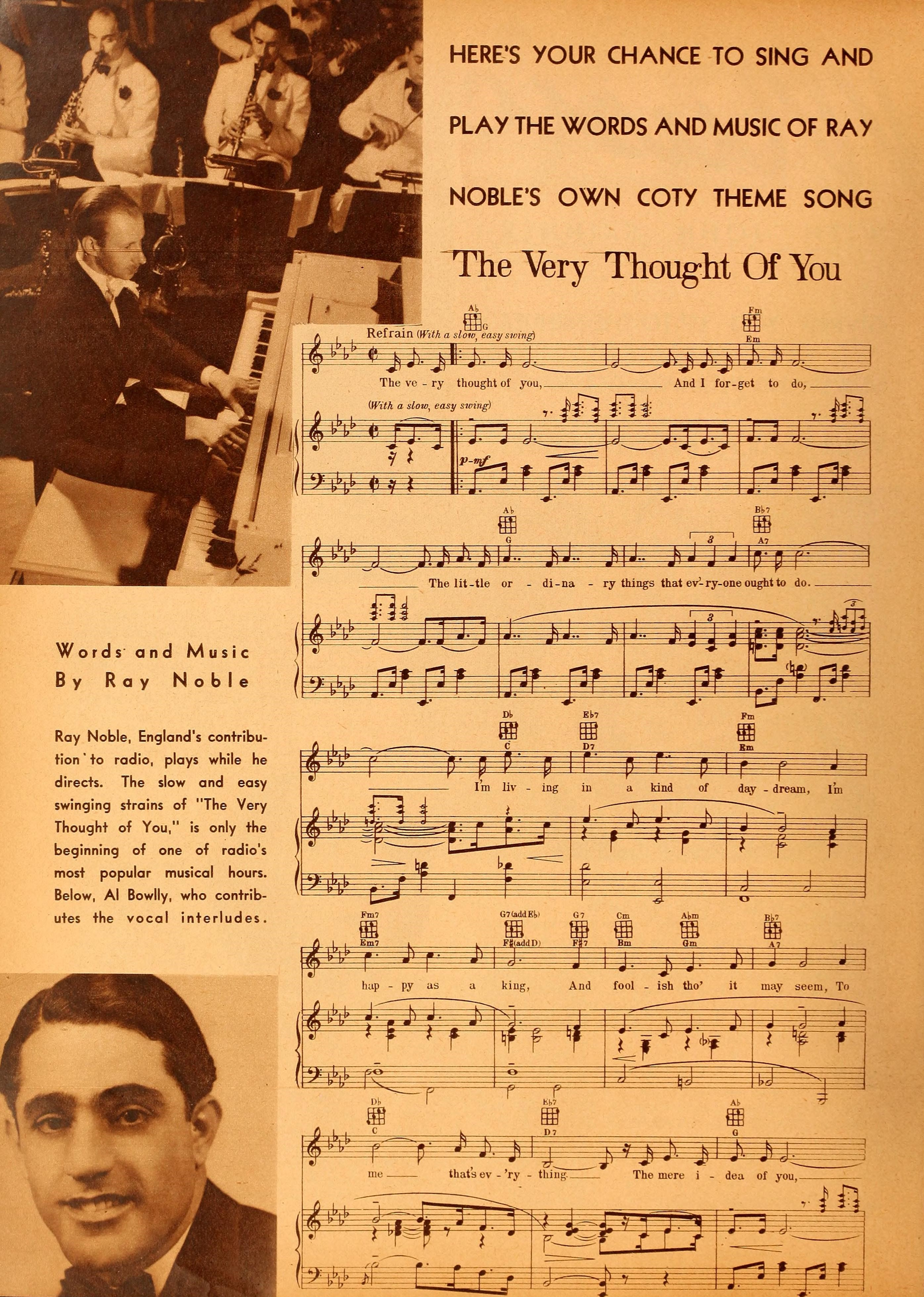
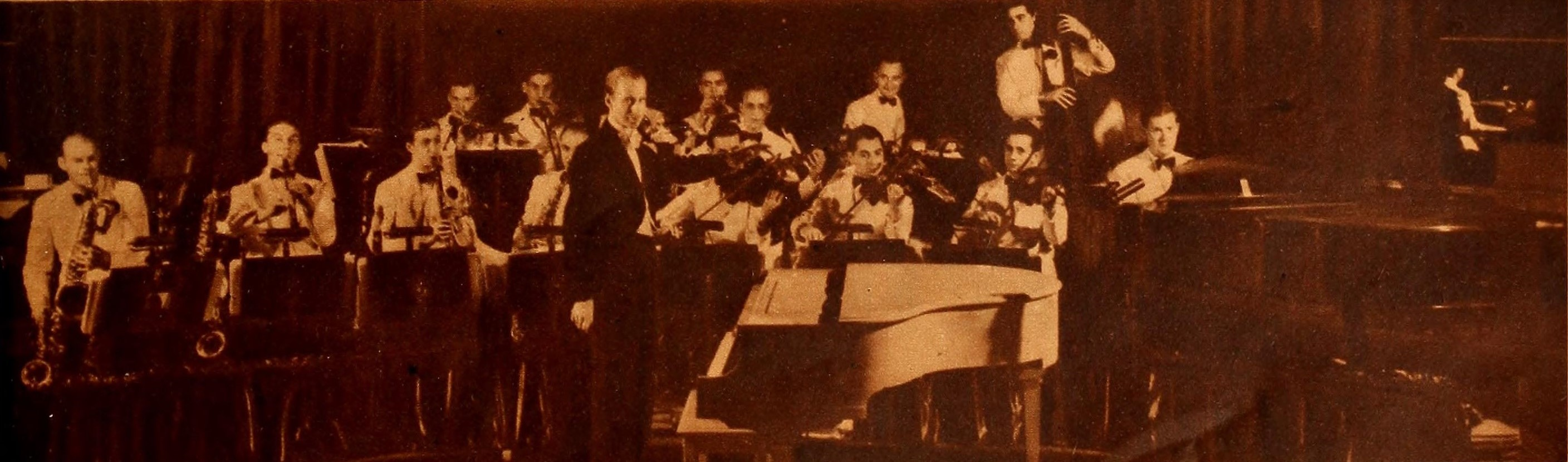

« Je n'ai pas besoin de ta photo pour la garder près de mon lit, ta photo est toujours dans ma tête, je vis dans une sorte de rêverie, je suis heureux comme un roi, et fou, de la simple idée de toi, je vois ton visage dans chaque fleur, tes yeux dans les étoiles du ciel, la seule pensée de toi, mon amour... ».

## Reprises
Ce tube est repris avec succès par de nombreuses stars de l'histoire du jazz,, dont Bing Crosby (Decca 179),, 
Billie Holiday et Lester Young (1938),, 
Vaughn Monroe, Doris Day (dans le film La Femme aux chimères de 1950),, Harry Connick Jr., Dizzy Gillespie (big band instrumental 1953), Art Tatum (au piano 1954), Nat King Cole (The Very Thought of You (Nat King Cole album) (en), 1958), Ella Fitzgerald (1962), Frank Sinatra (1962), Sarah Vaughan (1962), Sonny Rollins (au saxophone 1980), Natalie Cole (1991), Tony Bennett & Paul McCartney (2006)... 

## Au cinéma
- 1942 : Casablanca, de Michael Curtiz, avec Humphrey Bogart et Ingrid Bergman (version instrumentale)
- 1950 : La Femme aux chimères, de Michael Curtiz, avec Kirk Douglas, Lauren Bacall, et Doris Day (chantée par Doris Day, avec Kirk Douglas à la trompette[12])

## Honneurs
En 2005, le disque 78 tours de la chanson « The Very Thought of You » enregistrée par Ray Noble et son orchestre avec le chant d'Al Bowlly[citation nécessaire] (Victor, 1934) a été inclus dans le Temple de la renommée des Grammy.